# 규슈 아사히 방송
규슈 아사히 방송은 후쿠오카현의 민영방송국으로 1954년 1월 1일 라디오방송이 개국한 뒤 1959년 3월 1일 텔레비전 방송국이 개국했다.
후쿠오카현을 방송구역으로 삼고 있으며 약칭은 KBC, 라디오 콜사인은 JOIF, 텔레비전 콜사인은 JOIF-(D)TV이므로, 광주·전남권을 가시청권으로 하는 SBS의 지역 민방 네트워크 가맹국인 KBC 광주방송과는 전혀 관련이 없다.

## 연혁
- 1951년 구루메시에 니시니혼 방송 설립.일본 최초의 민간 중파라디오방송국으로서 예비 면허(호출 부호 JOGR)를 취득하지만, 개국하지 못한 채 1952년 1월 예비 면허 실효.
  - 참고로 이 「JOGR」은, 아오모리 방송의 호출 부호로 사용되고 있다.
- 1953년 4월 4일 니시니혼 방송(구루메), 창립 발기인회 개최.
- 1953년 4월 14일 니시니혼 방송, 라디오 방송국(구루메시) 면허 신청.
- 1953년 8월 18일 규슈 아사히 방송, 창립총회 개최.
- 1953년 8월 21일 규슈아사히 방송, 설립등기 완료.본사는 구루메시.
- 1953년 9월 2일 니시니혼 방송을 규슈 아사히 방송으로 회사명 변경 신청.
  - 참고로 니시닛폰 방송은 현재 가가와현에 있는 라디오·텔레비전 방송국 니시닛폰 방송과는 별개의 회사이다.
- 1953년 9월 4일 규슈아사히방송에 예비 면허 교부(호출부호 JOIF, 주파수 1420kc, 출력 1kW).
- 1953년 12월 25일 규슈 아사히 방송에 본면허 교부.
- 1954년 1월 1일 일본 32번째 , 후쿠오카에서 2번째로 라디오 방송 개시(연주소는 구루메시, 송신소는 현재의 사가현에 설치했다).
- 1956년 12월 라디오 송신소를 후쿠오카시에 이전하고 출력을 10kw로 증력.
- 1958년 7월 15일, 오구라 라디오 방송국 개국.
- 1959년 3월 1일, 텔레비전 방송 개시(후지 TV, 마이니치 방송과 같은 날).후지 TV, 일본교육TV(약칭 NET, 현재의 TV아사히)와 네트워크 관계를 맺는다.
- 1962년 2월 14일, 야와타시(현·기타큐슈시 야와타구 지역)에 텔레비전 중계소 설치(JOIL-TV, 2 CH).
- 1962년 4월 16일 RKB 마이니치 방송과 공동으로 시청률조사 개시.
- 1965년 5월 3일 NRN에 가맹.
- 1967년 4월 1일 컬러 텔레비전 방송 개시.
- 1972년 4월 1일 라디오 후쿠오카 방송국, 50kW로 증력.
- 1978년 11월 23일 중파 주파수 일제 변경으로 주파수가 1413KHz로 변경된다.
- 1982년 2월 26일 텔레비전 음성다중방송 개시.
- 1984년 11월 2일 대한민국의 부산문화방송(부산MBC)와 자매결연.
- 1992년 4월 1일 라디오로 AM스테레오 방송 개시.
- 1993년 6월 14일 텔레비전 전파를 후쿠오카 타워로부터 송신.
- 1996년 4월 1일 텔레비전 24시간 방송 「KBC 논스톱TV 24」개시(일요일 심야에서 월요일 아침은 정파시간).
- 1997년 11월 1일 문자다중방송,데이터 다중방송개시.
- 1999년 4월 1일 이 날을 기점으로 월요일~목요일 텔레비전 심야 방송 중지.
- 2006년 6월 12일　지상 디지털 텔레비전 시험 방송 개시.
- 2006년 12월 1일　지상 디지털 텔레비전 방송 본방송 개시(콜사인：JOIF-DTV).
- 2007년 4월 1일 15년간 방송 해 온 라디오 AM스테레오방송 종료.
- 2011년 7월 24일 지상파 아날로그 텔레비전 방송 종료.
- 2016년 3월 28일 - 후쿠오카 FM 보완 중계국 개국.
- 2016년 4월 16일 - 월요일~목요일 텔레비전 심야 방송 재개.

## 방송국 네트워크 변천(텔레비전)
- 1959년 3월 1일 : 후쿠오카시에서 후지 TV와 NET TV(TV 아사히)계열의 크로스넷방송국으로 설립되었다.
  - 참고로 1960년대 말까지 후쿠오카시와 기타큐슈시는 별개의 방송구역으로 취급되었다.
- 1961년 4월 1일 : NET TV의 프로그램이 RKB 마이니치 방송에 이관된다.
- 1962년 2월 14일 : 야하타 시(현재의 기타큐슈시 야하타 히가시구와 니시구)에서 텔레비전 방송 개시
- 1964년 9월 1일 : TV 니시닛폰의 네트워크 체인지로 인해 FNN계열 프로그램이 방송중지가 되는 동시에 TV 니시닛폰이 방송하고 있던 니혼TV 프로그램 일부가 방송되기 시작한다.
- 1969년 4월 1일 : 후쿠오카 방송개국과 동시에 니혼TV계열 프로그램이 후쿠오카 방송으로 이동한다.
- 1970년 1월 1일 : ANN에 가입한다.
- 1975년 3월 31일 : 마이니치 방송과 아사히 방송의 네트워크 교환으로 인해 마이니치방송 제작 프로그램이 RKB 마이니치 방송으로 이관된다.
- 1991년 4월 1일 : TVQ규슈방송이 개국하면서 TV도쿄 계열 프로그램 방송을 중단한다.

## 라디오

### 네트워크 변천사
개국 당시 규슈 아사히 방송은 라디오 도쿄(JOKR.현재의 TBS라디오)와 네트워크를 맺고 있었으며 RKB은 닛폰방송(JOLF)과 네트워크 관계를 맺고 있었다.
그러던 중 TBS가 JNN 네트워크 관계를 통해 포괄적으로 업무제휴를 맺게 되었고 이와 더불어 RKB와 라디오 네트워크를 맺기로 결정하자 이에 RKB는 1965년 발족한 JRN에 가맹하게 된다.
이에 대해, 분카방송과 닛폰방송은 KBC측에 NRN 가맹을 요청하게 되고 KBC는 전국광고주 유치를 위해 이 요청을 수락해 NRN계열국이 되었다.

### 송신소 데이터
| 중계국                 | 콜사인 | 주파수  | 출력 | 비고 |
| ---------------------- | ------ | ------- | ---- | ---- |
| 후쿠오카 방송국        | JOIF   | 1413kHz | 50kW |      |
| 후쿠오카 FM 보완중계국 |        | 90.2MHz | 1kW  |      |
| 기타큐슈 중계국        | JOIL   | 720kHz  | 1kW  |      |
| 기타큐슈 FM 보완중계국 |        | 94.0MHz | 250W |      |
| 오무타 중계국          | JOIM   | 1485kHz | 100W |      |
| 유쿠하시 중계국        |        | 1485kHz | 100W |      |
| 유쿠하시 FM 보완중계국 |        | 92.7MHz | 30W  |      |
| 이토시마 FM 보완중계국 |        | 93.0MHz | 100W |      |

## 특징
- 텔레비전 방송국 설립 당시에는 후지 TV와도 네트워크 관계를 맺고 있었으나 1964년 후지TV 측이 네트워크 단절을 선언하면서 이전부터 규슈 아사히 방송의 실적이 저하했을 경우에는 NET-TV에 영업 보증을 실시하고 그런데도 실적이 악화되었을 경우에 아사히 신문사가 경영책임을 진다고 약속했던 NET-TV측과 네트워크 관계를 맺게 된다.
- 나가사키 문화방송 개국 이전에는 나가사키현도 취재구역이었다가 개국하면서 후쿠오카현으로 바뀌었다.
- 기타큐슈의 라디오 중계국은 예전에는 주택가 근처에 있었다.
- AM 스테레오 방송을 1992년 4월 1일 실시했지만 수신기가 보급되지 않아 2007년 4월 1일부터 스테레오 방송을 중단했다.
- 대한민국 부산광역시에 소재한 부산문화방송와 1984년부터 자매결연을 맺고 있다.

## 후쿠오카현에 있는 다른 방송국

### 텔레비전 방송국
- NHK 후쿠오카 방송국(후쿠오카·지쿠고 지역 관할)
- NHK 기타큐슈 방송국(기타큐슈·지쿠호 지역 관할)
- RKB 마이니치 방송(RKB)(라디오 방송국 겸영, TV는 도쿄 방송 계열국, 라디오는 JRN계열국)
- 후쿠오카 방송(FBS)(니혼 TV 계열)
- TVQ규슈방송(TVQ)(TV 도쿄 계열)
- TV 니시닛폰(TNC)(후지 TV 계열)

### 라디오 방송국
- CROSS FM(재팬 FM 리그계열, 기타큐슈 시내에 본사있음)
- FM후쿠오카(JFN 계열)
- 규슈국제FM(메가네트 계열)

## 해외 제휴 방송사
- 대한민국 여수문화방송 (MBC 지역 계열사)
- 대한민국 부산문화방송 (MBC 지역 계열사)